# Раматлабама
Раматлабама (або Раматлхабама) — село та залізнична станція за 25 кілометрів на північ від Мафікенга, у північно-західній провінції Південної Африки. Розташоване на кордоні з Ботсваною і служить прикордонним пунктом для автомобільного та залізничного сполучення. На момент перепису 2011 року Раматлабама разом із прилеглим поселенням Міга мала 2046 осіб.  Ботсванська сторона кордону також відома як Раматлабама.

## Транспорт
Раматлабама є південним кінцем шосе A1 Ботсвани та північним кінцем N18 Південної Африки. Це також місце, де залізнична лінія Кейптаун – Булавайо входить до Ботсвани; на північ від Раматлабами залізниця є основною лінією Ботсванських залізниць, тоді як на південь вона є частиною мережі Transnet Freight Rail.